# Saint-Martin-de-Pallières
Saint-Martin-de-Pallières (tot 2012: Saint-Martin) is een gemeente in het Franse departement Var (regio Provence-Alpes-Côte d'Azur) en telt 152 inwoners (1999). De plaats maakt deel uit van het arrondissement Brignoles.

## Geografie
De oppervlakte van Saint-Martin-de-Pallières bedraagt 28,4 km², de bevolkingsdichtheid is 5,4 inwoners per km².
De onderstaande kaart toont de ligging van Saint-Martin-de-Pallières met de belangrijkste infrastructuur en aangrenzende gemeenten.

## Demografie
Onderstaande figuur toont het verloop van het inwonertal (bron: INSEE-tellingen).